# Finale della Coppa CERS 2015-2016
La finale della 36ª edizione della Coppa CERS si è disputata il 1º maggio 2016 presso il Pavilhão Municipal di Barcelos, in Portogallo, tra i portoghesi del Barcelos e gli spagnoli del Vilafranca.
Essa è stata vinta dal Barcelos, al secondo successo nella competizione, con il risultato di 6 a 3.  

## Le squadre
| Squadre    | Partecipazioni precedenti (il grassetto indica la vittoria) |
| ---------- | ----------------------------------------------------------- |
| Barcelos   | 1995, 1999                                                  |
| Vilafranca | Nessuna                                                     |

## Tabellino
| Barcelos 1º maggio 2016 | Barcelos | 6 – 3 | Vilafranca | Pavilhão Municipal |